# كريستينا أولسون (كاتبة أسترالية)
كريستينا أولسون (بالإنجليزية: Kristina Olsson)‏ (1956)؛ كاتِبة، صحفية وروائية أسترالية.